# Villanueva de San Carlos
Villanueva de San Carlos là một đô thị thuộc Ciudad Real, Castile-La Mancha, Tây Ban Nha. Đô thị này có dân số là 424.

## Dân số
| 1991 | 1996  | 2001 | 2004 |
| ---- | ----- | ---- | ---- |
| 492  | 5.792 | 448  | 418  |